# Microregione di Rio Vermelho
Rio Vermelho è una microregione dello Stato del Goiás in Brasile, appartenente alla mesoregione di Noroeste Goiano.

## Comuni
Comprende 9 municipi:
- Araguapaz
- Aruanã
- Britânia
- Faina
- Goiás
- Itapirapuã
- Jussara
- Matrinchã
- Santa Fé de Goiás